# Chris Parnell
Thomas Christopher "Chris" Parnell, född 5 februari 1967 i Memphis, Tennessee, är en amerikansk skådespelare, röstskådespelare och komiker.
Parnell slog igenom när han mellan 1998 och 2006 var en av de fasta skådespelarna i humorprogrammet Saturday Night Live. Parnell har även skådespelat i TV-serien 30 Rock och långfilmer som Anchorman (2004) och 21 Jump Street (2012). Sedan december 2013 gör han rösten till Jerry i TV-serien Rick and Morty.

## Filmografi (i urval)
- 1998–2006 – Saturday Night Live (TV-serie)
- 2004 – Anchorman
- 2006–2013 – 30 Rock (TV-serie) (25 avsnitt)
- 2007 – Walk Hard: The Dewey Cox Story
- 2009 – Labor Pains
- 2009–2014 – Archer (TV-serie)
- 2011–2014 – Suburgatory (TV-serie)
- 2012 – Hotell Transylvanien (röst)
- 2012 – The Dictator
- 2012 – The Five-Year Engagement
- 2012 – 21 Jump Street
- 2013 – Anchorman 2
- 2013 – Rick and Morty (TV-serie) (röst)
- 2015 – Sisters
- 2016–2021 – American Dad! (TV-serie) (röst)
- 2018 – Goosebumps 2: Haunted Halloween
- 2019–2021 – Family Guy (TV-serie) (röst)
- 2021 – Home Sweet Home Alone
- 2022 – Senior Year